# Монте-Спада
Монте-Спада (итал. Monte Spada) — гора в горном хребте Дженнардженту на Сардинии (Италия), высота составляет 1595 м, это одна из самых высоких гор Сардинии. Расположена в коммуне Фонни провинции Нуоро.

## Туризм

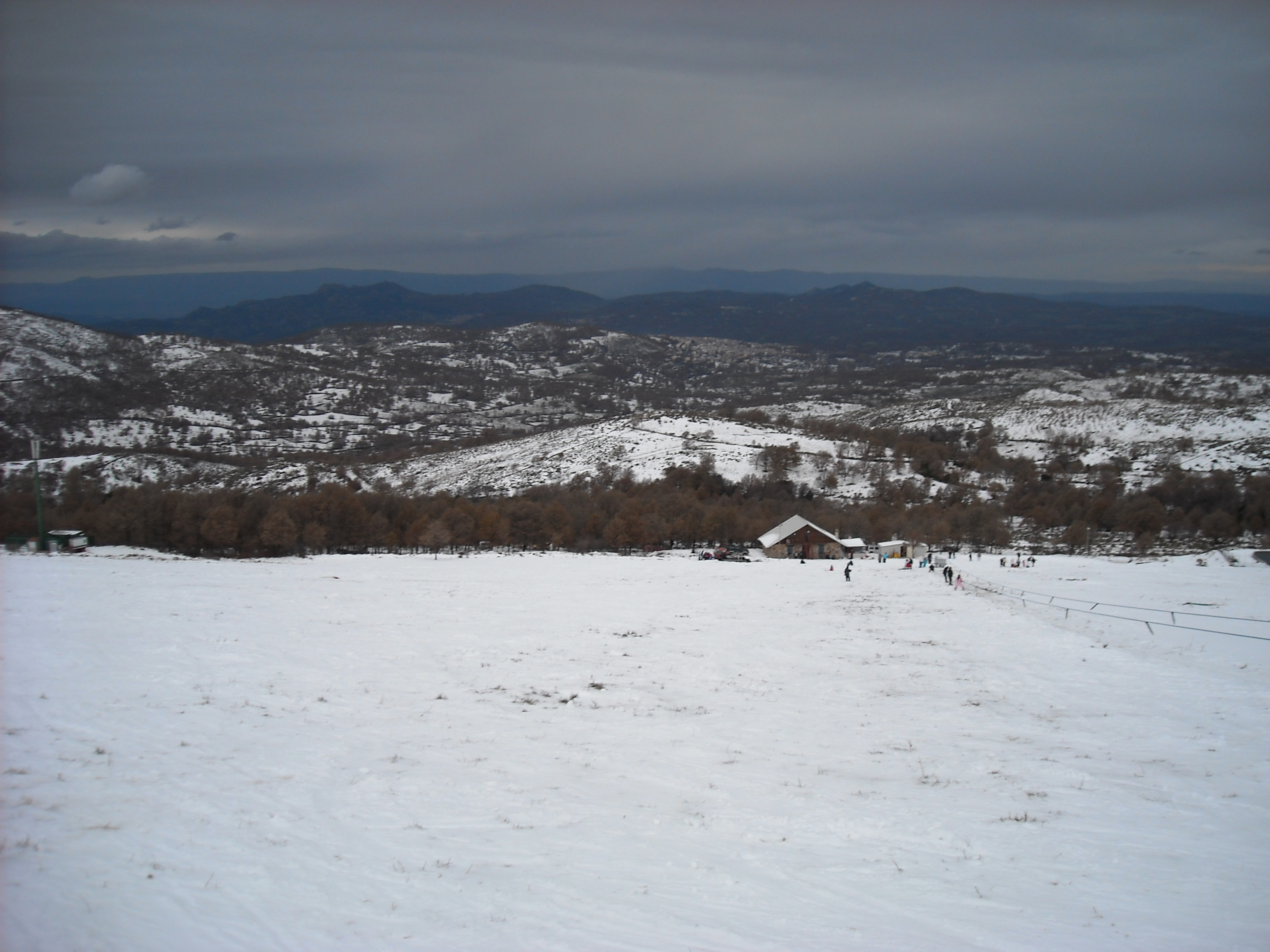
Вид с Монте-Спада и горнолыжный курорт

На склонах горы на высоте около 1320 м над уровнем моря, находится небольшой частный горнолыжный курорт, оборудованный двумя канатными дорогами длиной 200 м и системой искусственного снега. Есть также Sporting Club Monte Spada, старинный роскошный отель, который, однако, находится в запущенном состоянии.

## В литературе
Гора упоминается в стихотворении итальянского поэта и журналиста Себастьяно Сатты «Веспро ди Натале» в произведении «Канти Барбаричини» 1910 года: 
«В конце концов, Монте-Спада смеётся белым сонным вечером».